# Estádio Luiz Cesário
Estádio Luiz Cesário – stadion piłkarski, w Fortaleza, Ceará, Brazylia, na którym swoje mecze rozgrywa klub Sociedade Esportiva e Cultural Terra e Mar Clube.